# دائرة جديوية
دائرة جديوية إحدى دوائر ولاية غليزان الجزائرية . عاصمتها هي جديوية وتضم بلديات : 
- جديوية
- حمري
- أولاد سيدي الميهوب